# Bauhinia smilacina
Bauhinia smilacina là một loài thực vật có hoa trong họ Đậu. Loài này được (Schott) Steud. miêu tả khoa học đầu tiên.